# Myxexoristops bonsdorffi
Myxexoristops bonsdorffi är en tvåvingeart som först beskrevs av Zetterstedt 1859.  Myxexoristops bonsdorffi ingår i släktet Myxexoristops, och familjen parasitflugor. Arten är reproducerande i Sverige.